# Appontement
Un appontement désigne une plate-forme fixe supportée par des pieux ou pilotis et servant à l'accostage et l'amarrage des bateaux.

## Présentation
Il se distingue du quai par l'absence de terre-plein. Dans les ports de commerce, les appontements sont de nos jours principalement utilisés pour le chargement et déchargement de vracs liquides, ne nécessitant pas d'engins de manutention (grues ou portiques) et de manutention terrestre, mais de simples systèmes de tuyauterie, pipelines et compresseurs. Il peut aussi servir à l'embarquement et au débarquement de passagers.
Autrefois un wharf servait à l'accostage des bateaux dans les endroits où il n'y avait pas d'installation portuaire et surtout en présence d'une barre. Le débarquement des passagers se faisait alors en nacelle.

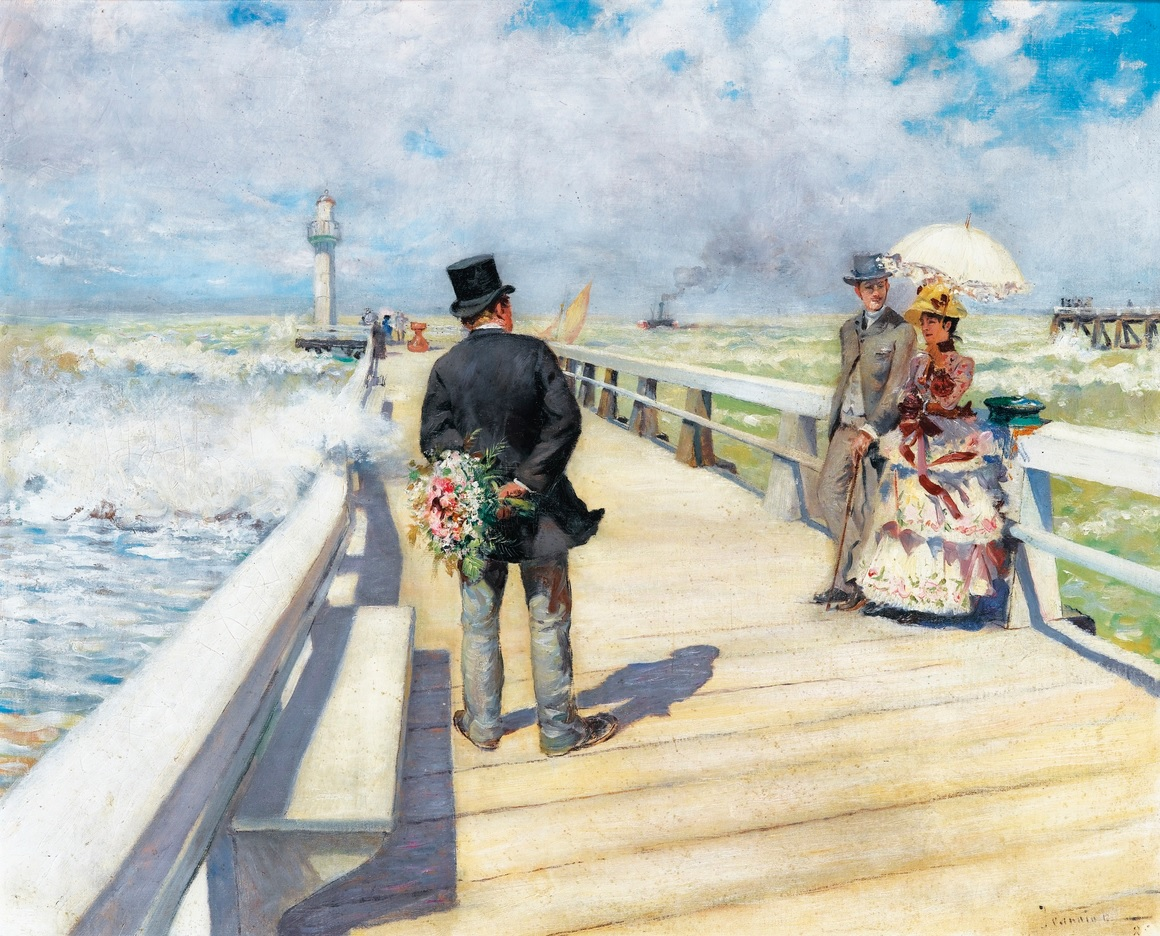
La promenade sur l'embarcadère par Pierre Georges Jeanniot.
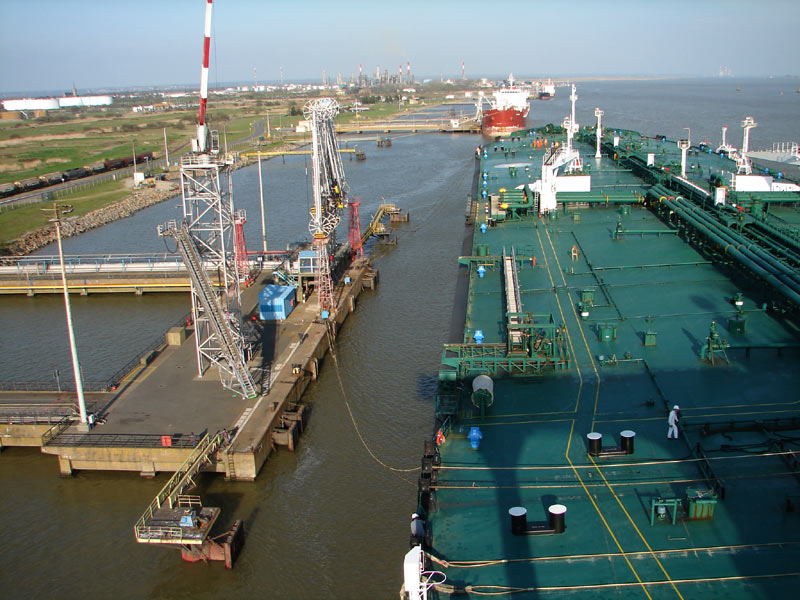
Pétrolier sur un appontement de terminal pétrolier.
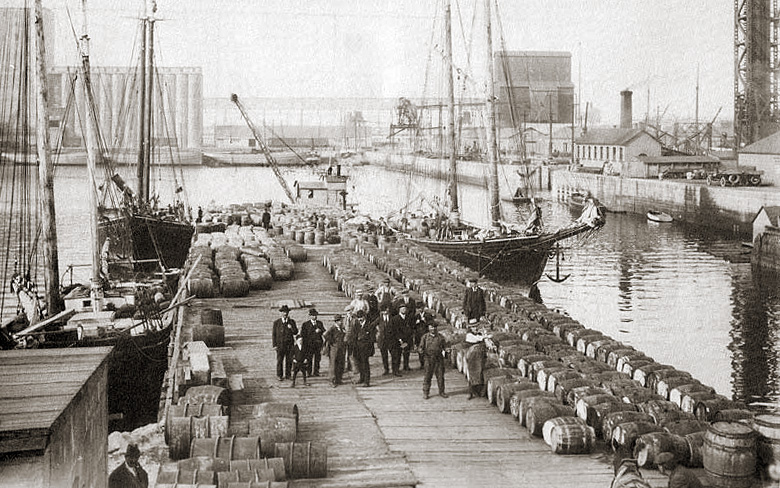
Appontement en bois dans le port de Québec, fin du XIXe siècle.
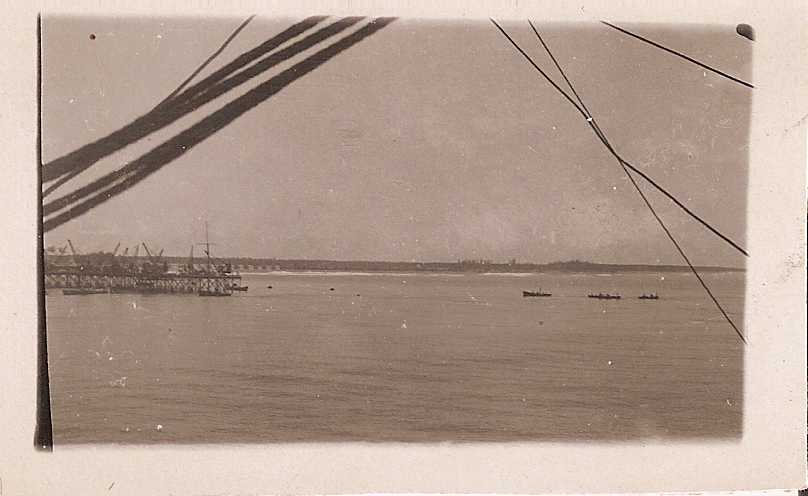
Le wharf de Cotonou vu du pont du paquebot Canada en 1932.
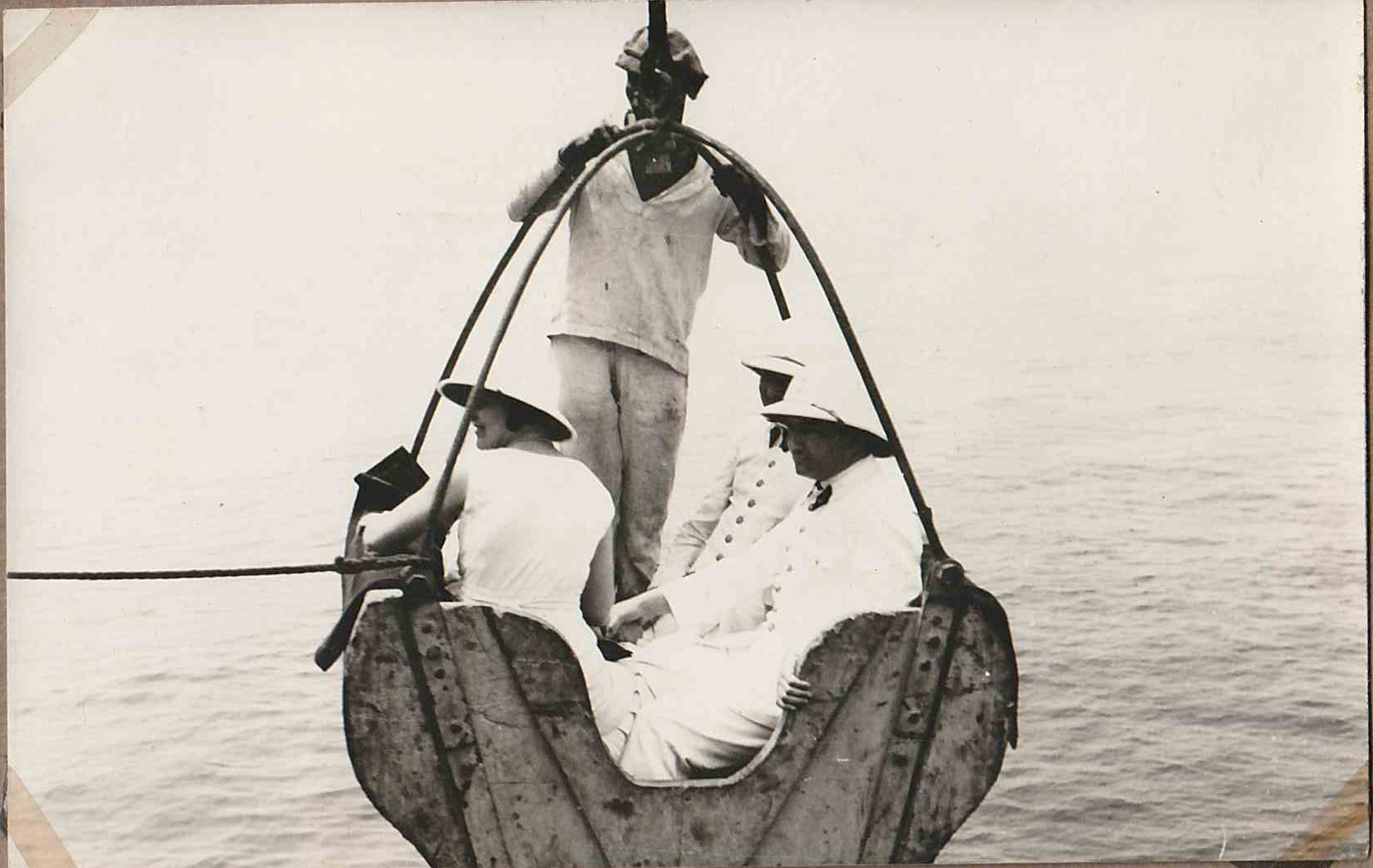
Débarquement en nacelle à un wharf en 1933.
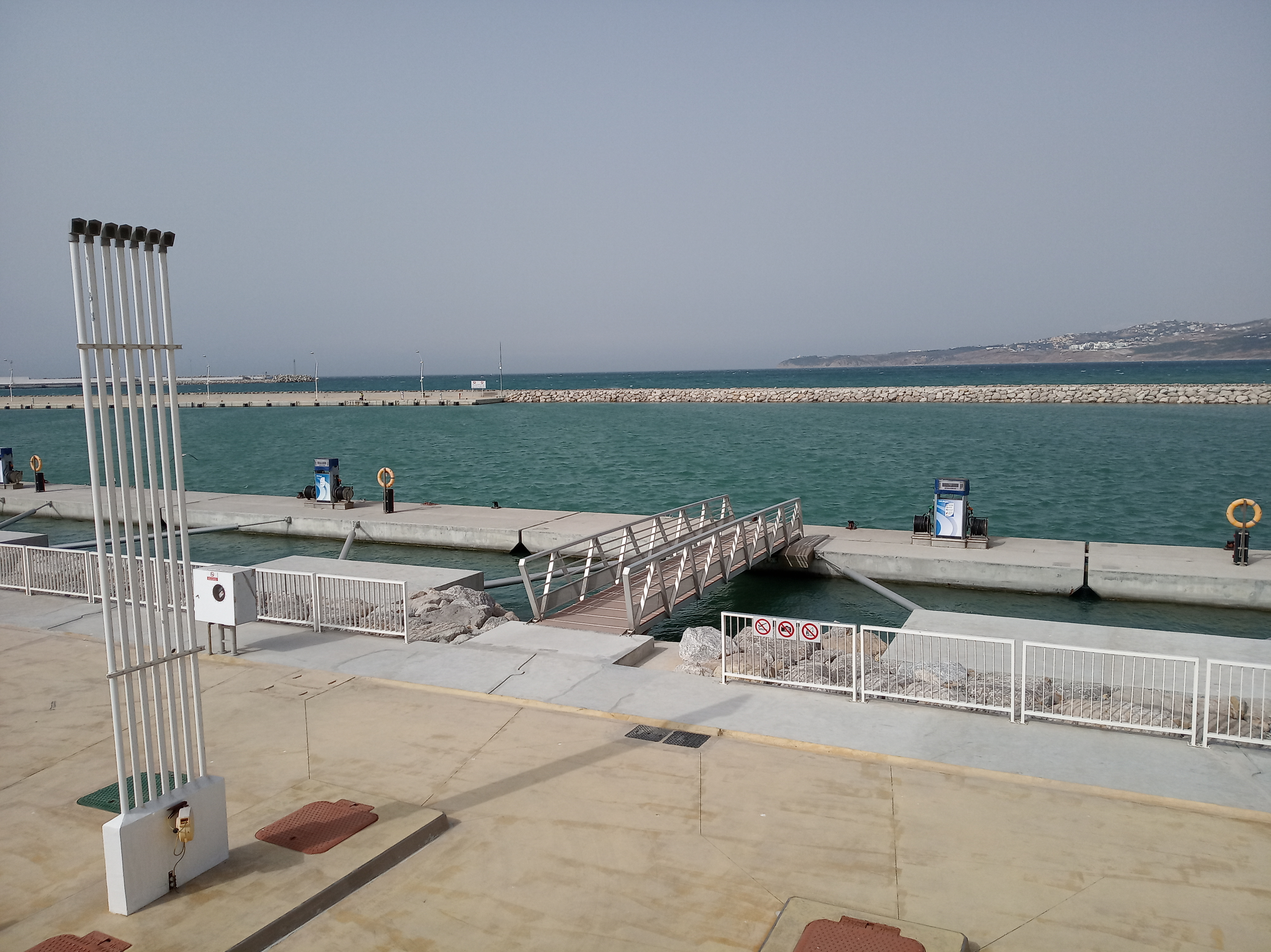
Appontement à Tanger (2019).